# Shabbir Ahmad Usmani
Shabbir Ahmad Usmani ou Osmani (en ourdou : شبیر احمد عثمانی), né le 30 octobre 1884, 6 octobre 1886 ou 11 octobre 1887 à Bijnor (Raj britannique) et mort le 13 décembre 1949 à Bahawalpur (Pakistan) est un érudit musulman (alem) indien, puis pakistanais, qui enseignait l'exégèse du Coran (tafsir) et le hadîth. Il est l'un des éléments moteurs du Mouvement pour le Pakistan, à l'origine de l'indépendance du pays.  
Proche de l'école de pensée deobandie, Usmani participe en 1945 à la création de la Jamiat Ulema-e-Islam à Calcutta.
Après l'établissement du dominion du Pakistan le 14 août 1947, Usmani est membre de l'Assemblée constituante pour le Bengale oriental jusqu'à sa mort en 1949.